# اداکاوالا
اداکاوالا (به انگلیسی: Adakavala) یک روستا در هند است که در کارناتاکا واقع شده‌است.